# Pony und Knappe
Die Bronzeskulptur Pony und Knappe von 1896 stammt von dem deutschen Bildhauer Erdmann Encke und steht in Berlin-Tiergarten im Englischen Garten in Berlin.
Die fast lebensgroße Skulptur ist eine romantische Genredarstellung. Sie steht auf einer grauen Granitplatte und stellt einen Knappen dar, der sich mit dem Rücken an sein Pony lehnt. Mit der rechten Hand füttert er das Tier, das seinen Kopf der Hand des Knaben zuwendet. Die andere Hand ruht auf der Kruppe. Der Knabe mit Pagenfrisur trägt eine mittelalterliche Landsknechtstracht und eine Gürteltasche mit einem Messer. Die Oberfläche der Figurengruppe ist sehr detailreich.